# Nationale Autonome Universität von Honduras

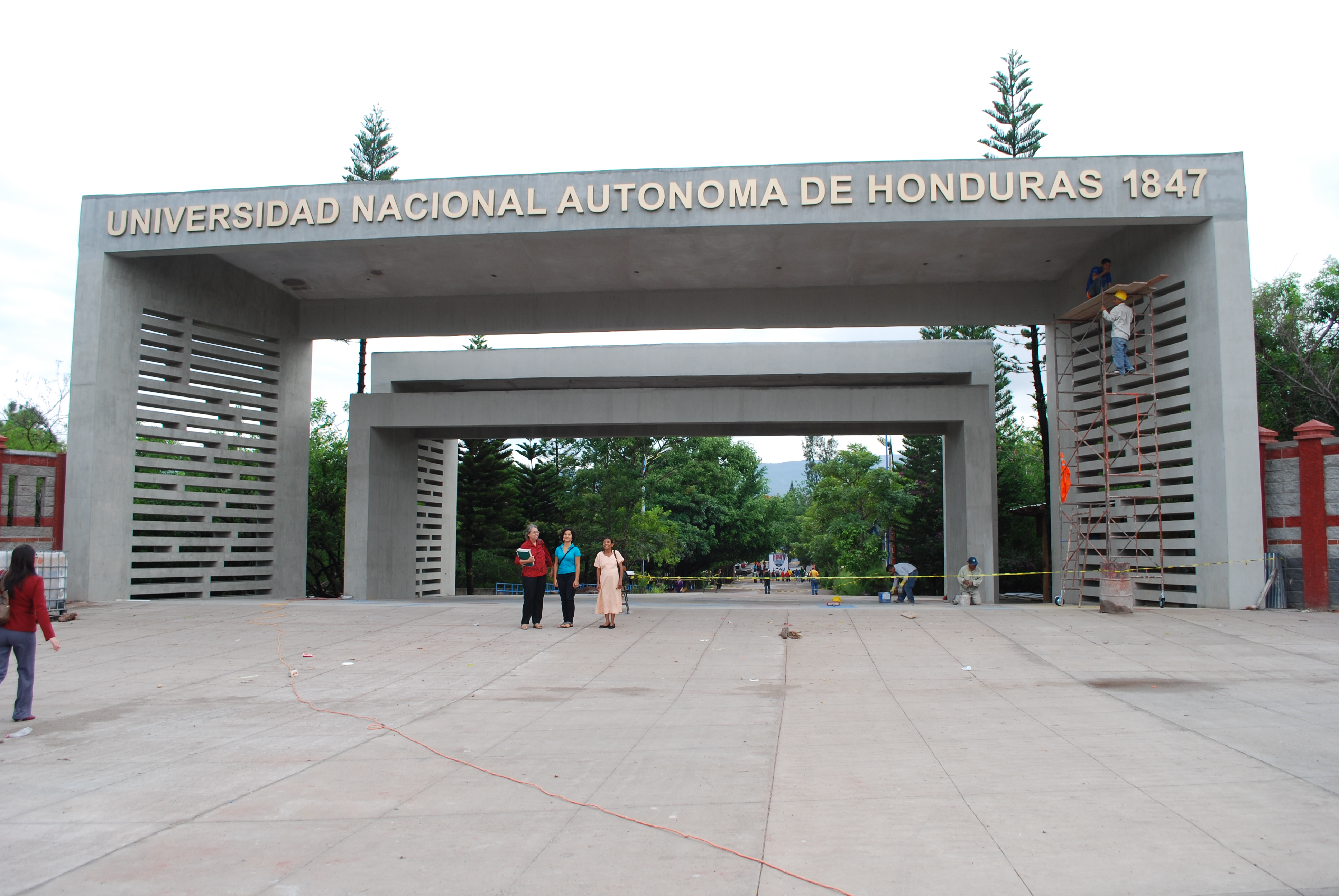
Eingang zum Hauptcampus der UNAH

Die Nationale Autonome Universität von Honduras in Tegucigalpa ist eine der beiden staatlichen Universitäten von Honduras und die größte des Landes. Sie 1845 wurde im Kloster San Francisco de Tegucigalpa als Zentrum für Höhere Studien (Sociedad del Genio Emprendedor y del Buen Gusto, dt. „Gesellschaft des unternehmerischen Genius und des guten Geschmacks“) durch von Ideen der französischen Revolution beeinflussten Priester und Dichter José Trinidad Reyes (1797–1855) gegründet und 1847 in eine Universität umgewandelt. 1896 zog sie in die Kirche La Merced um. Ihren jetzigen Namen und das Autonomiestatut besitzt sie seit 1957. Außer dem seit 1965 existierenden Campus in Tegucigalpa unterhält sie acht regionale Niederlassungen.
Das Budget ist im Vergleich zur Studierendenzahl und den zahlreichen laborintensiven Fakultäten sehr gering, die Forschungsintensität ist ebenfalls gering. Der Versuch, mit schwedischer Hilfe die Forschungsintensität zu steigern und die Qualität der Ausbildung zu verbessern, wurde 2011 im Zuge der Beendigung der schwedischen Entwicklungskooperation mit Honduras nach geringen Erfolgen eingestellt.
Am 24. Juni 2019 drangen Angehörige Militärpolizei in den Universitätscampus ein und unterdrückten gewaltsam studentische Proteste gegen die im Mai 2021 vom Parlament verabschiedeten Privatisierungspläne und den Notstand im Bildungs- und Gesundheitssystem. Einige Studierende wurden verletzt.

## Fakultäten
Die Universität gliedert sich in acht Fakultäten:
- Geisteswissenschaften
- Sozialwissenschaften
- Naturwissenschaften
- Wirtschaftswissenschaft
- Rechtswissenschaft
- Medizin
- Chemie und Pharmazie
- Ingenieurwesen
- Zahnmedizin
- Astronomie, Luft- und Raumfahrttechnik

## Alumni
- Maria Elena Bottazzi (* 1966), amerikanische Mikrobiologin
- Carlos López Contreras (* 1942), Politiker
- Ramón Ernesto Cruz (1903–1985), Präsident von Honduras
- Yani Rosenthal (* 1965), Geschäftsmann
- Olban Francisco Valladares (* 1941), Manager und Politiker